# La Vie en face

La Vie en face est un téléfilm français de Laurent Dussaux diffusé en 1997.

## Synopsis
Claire est sage femme, elle est passionnée par son travail, par son fils Maxime, qui étudie le violoncelle. Son mari Alex la délaisse au profit de sa maitresse. Maxime doit donc aider sa mère et la soutenir. Celle-ci est victime de maux de tête de plus en plus importants, elle apprend qu’elle est atteinte d’un cancer. Elle le cache à son entourage et finit par se confier à Désiré son collègue et ami.

## Fiche technique
- Réalisation : Laurent Dussaux
- Scénario : Elvire Murail
- Photographie : Jean-Philippe Bouyer
- Durée : 87 minutes
- Genre : Film dramatique
- Date de tournage : 1996
- Date de diffusion : 9 mai 1997

## Distribution
- Nathalie Richard : Claire
- Valérie Crunchant : l’amante d’Alex
- Patrick Pineau : Alex
- Alex Descas : Désiré
- Camille Japy : Fabienne
- Antonin Lebas-Joly : Maxime
- Marina Tomé

## Commentaire
Dans ce téléfilm, Nathalie Richard donne énormément d’humanité à son personnage, ballotée entre sa vie professionnelle trépidante, ses obligations familiales, son mari volage, et sa maladie. C’est une très belle histoire sur la condition de la femme dans le monde d’aujourd’hui où les apparences doivent être sauvegardées.